# Championnats du monde de vol à ski 2006
Navigation
Planica 2004 Oberstdorf 2008
La 20e édition des championnats du monde de vol à ski s'est déroulée du 12 février 2006 au 15 février 2006 à Kulm en Autriche qui organise pour la quatrième fois la compétition. La compétition est marquée par la domination du norvégien Roar Ljoekelsoey qui décroche la médaille en individuel et par équipes.

## Résultats

### Individuel
| Médaille | Concurrent         | Points |
| Or       | Roar Ljoekelsoey   | 788.0  |
| Argent   | Andreas Widhoelzl  | 762.4  |
| Bronze   | Thomas Morgenstern | 752.2  |
| 4e       | Martin Koch        | 741.8  |
| 5e       | Michael Uhrmann    | 721.3  |
| 6e       | Andreas Kuettel    | 719.0  |
| 7e       | Jakub Janda        | 717.1  |
| 8e       | Janne Ahonen       | 715.8  |

### Compétition par équipes
| Médaille | Nation                                                                                 | Points |
| Or       | Norvège - Bjoern Einar Romoeren - Lars Bystoel - Tommy Ingebrigtsen - Roar Ljoekelsoey | 1497.9 |
| Argent   | Finlande - Janne Happonen - Tami Kiuru - Matti Hautamaeki - Janne Ahonen               | 1477.2 |
| Bronze   | Allemagne - Michael Neumayer - Georg Spaeth - Alexander Herr - Michael Uhrmann         | 1374.0 |
| 4e       | Autriche - Martin Koch - Thomas Morgenstern - Andreas Kofler - Andreas Widhoelzl       | 1290.6 |
| 5e       | Slovénie - Jernej Damjan - Rok Benkovic - Robert Kranjec - Primož Peterka              | 1252.2 |
| 6e       | Suisse - Andreas Kuettel - Michael Moellinger - Guido Landert - Simon Ammann           | 1225.9 |
| 7e       | Russie - Ildar Fatchullin - Dmitri Vassiliev - Denis Kornilov - Dmitri Ipatov          | 1154.7 |
| 8e       | Tchéquie - Antonin Hajek - Borek Sedlak - Jan Matura - Jakub Janda                     | 934.8  |

## Tableau des médailles
| Rang | Nation    | Or | Argent | Bronze | Total |
| ---- | --------- | -- | ------ | ------ | ----- |
| 1    | Norvège   | 2  | 0      | 0      | 2     |
| 2    | Autriche  | 0  | 1      | 1      | 2     |
| 3    | Finlande  | 0  | 1      | 0      | 1     |
| 4    | Allemagne | 0  | 0      | 1      | 1     |